# A Lyga de 2017
A Lyga de 2017 foi a 28.ª edição da A Lyga (o campeonato Lituano de futebol). A competição teve início em 3 de Março de 2017 e foi encerrado em 19 de Novembro de 2017, e teve como o campeão a equipe do Sūduva Marijampolė, o primeiro título da competição em 96 anos de história da equipe.

## Classificação geral

### 28 rodadas
Depois de 28 rodadas:
- Há seis equipes restantes na luta.

| Pos | Equipes        | J  | V  | E  | D  | GM | GS | SG  | Pts | Anotações                        |
| --- | -------------- | -- | -- | -- | -- | -- | -- | --- | --- | -------------------------------- |
| 1.  | Sūduva         | 28 | 17 | 8  | 3  | 65 | 28 | +37 | 59  | Qualificação para a próxima fase |
| 2.  | Žalgiris V.    | 28 | 17 | 7  | 4  | 51 | 22 | +29 | 58  | Qualificação para a próxima fase |
| 3.  | Trakai         | 28 | 15 | 9  | 4  | 45 | 22 | +23 | 54  | Qualificação para a próxima fase |
| 4.  | Atlantas       | 28 | 8  | 9  | 11 | 33 | 33 | 0   | 33  | Qualificação para a próxima fase |
| 5.  | Utenis         | 28 | 8  | 8  | 12 | 24 | 41 | -17 | 32  | Qualificação para a próxima fase |
| 6.  | Jonava         | 28 | 8  | 7  | 13 | 29 | 45 | -16 | 31  | Qualificação para a próxima fase |
|     |                |    |    |    |    |    |    |     |     |                                  |
| 7.  | Stumbras       | 28 | 4  | 10 | 14 | 23 | 42 | -19 | 22  | Play off                         |
|     |                |    |    |    |    |    |    |     |     |                                  |
| 8.  | Kauno Žalgiris | 28 | 3  | 6  | 19 | 19 | 56 | -37 | 15  | Rebaixamento                     |

### 33 rodadas
Depois de 33 rodadas: 
| Pos | Equipes        | Pts | J  | V  | E  | D  | GM | GS  | SG | Anotações                                         |
| --- | -------------- | --- | -- | -- | -- | -- | -- | --- | -- | ------------------------------------------------- |
| 1.  | Sūduva         | 33  | 21 | 8  | 4  | 73 | 31 | +42 | 71 | Play-offs da Liga dos Campeões da UEFA de 2018–19 |
| 2.  | Žalgiris V.    | 33  | 20 | 7  | 6  | 62 | 31 | +31 | 67 | Play-offs da Liga Europa da UEFA de 2018–19       |
| 3.  | Trakai         | 33  | 18 | 10 | 5  | 53 | 27 | +26 | 64 | Play-offs da Liga Europa da UEFA de 2018–19       |
| 4.  | Jonava         | 33  | 10 | 8  | 15 | 40 | 53 | -13 | 38 |                                                   |
| 5.  | Atlantas       | 33  | 8  | 12 | 13 | 39 | 43 | -4  | 36 |                                                   |
| 6.  | Utenis         | 33  | 8  | 9  | 16 | 30 | 55 | -26 | 33 | Passou para o Pirma lyga                          |
| 7.  | Stumbras       | 28  | 4  | 10 | 14 | 23 | 42 | -19 | 22 | Play-offs da Liga Europa da UEFA de 2018–19       |
| 8.  | Kauno Žalgiris | 28  | 3  | 6  | 19 | 19 | 56 | -37 | 15 | Permaneceu na divisão de elite                    |

## Premiação
| Campeão                         |
| ------------------------------- |
| Sūduva Marijampolė (1.° título) |

## Play off
Primeiro jogo:
| 28 outubro 2017 | Banga                      | 1 – 2     | Stumbras                                                | Estádio Gargždai, (Gargždai)            |
| 18:00           | Rokas Krušnauskas 16' (pn) | Relatório | 4' Vilius Armanavičius · 67' Andre Felipe Lopes Almeida | Público: 600 Árbitro: Edmundas Gaigalas |

Segundo jogo:
| 4 novembro 2017 | Stumbras                                                                        | 3 – 0     | Banga | NFA aikštė, (Kaunas)                     |
| 13:00           | Lucas Villela Rezende 40' · Dominykas Barauskas 52' · Lucas Villela Rezende 74' | Relatório |       | Público: 200 Árbitro: Robertas Valikonis |

Stumbras derrotou os rivais e permaneceu na divisão de elite.